# ズールフーゼンの斜塔
ズールフーゼンの斜塔（ズールフーゼンのしゃとう、独：Schiefer Turm von Suurhusen）は、ドイツニーダーザクセン州のズールフーゼン村にある中世に建てられた教会の塔である。2010年にアブダビにあるキャピタルゲートビルが認定されるまで、世界で最も傾いた塔としてギネスブックに認定されていた。ズールフーゼンの斜塔は、自然に傾斜した塔としては世界一であり、世界的に有名なピサの斜塔よりも1.22度傾いていたことでピサの斜塔と共に世界に知られる斜塔となった。現在も意図せず傾斜した塔として「Farthest leaning tower」のタイトルでギネス記録を保持している

## 歴史
ブリック・ゴシック建築の教会は、かつての堅牢な教会を連想させる。当初は、この教会は長さ30メートル、幅9.35メートルであったが、1450年に4分の1が縮小され、その空き地に塔が建てられた。この塔は現在5.1939度傾いており、ピサの斜塔の3.97度（安定化後）と比較された。
郷土歴史家のTjabbo van Lessenによれば、この教会は中世に湿地帯の上に建築され、オーク材による基礎は地下水に守られていた。しかし19世紀に排水が行われて木材は腐食し、塔は傾斜し始めた。塔は安全上の理由から1975年に立ち入りを禁じられたが、10年後に安全が確認され、再度公開された。

## データ
- 広さ：121平方メートル（11×11メートル）
- 高さ：27.37メートル
- 突出部分：2.47メートル
- 基礎部分：厚さ2メートル（レンガ、オーク材）
- 重さ：2116トン

## ギャラリー

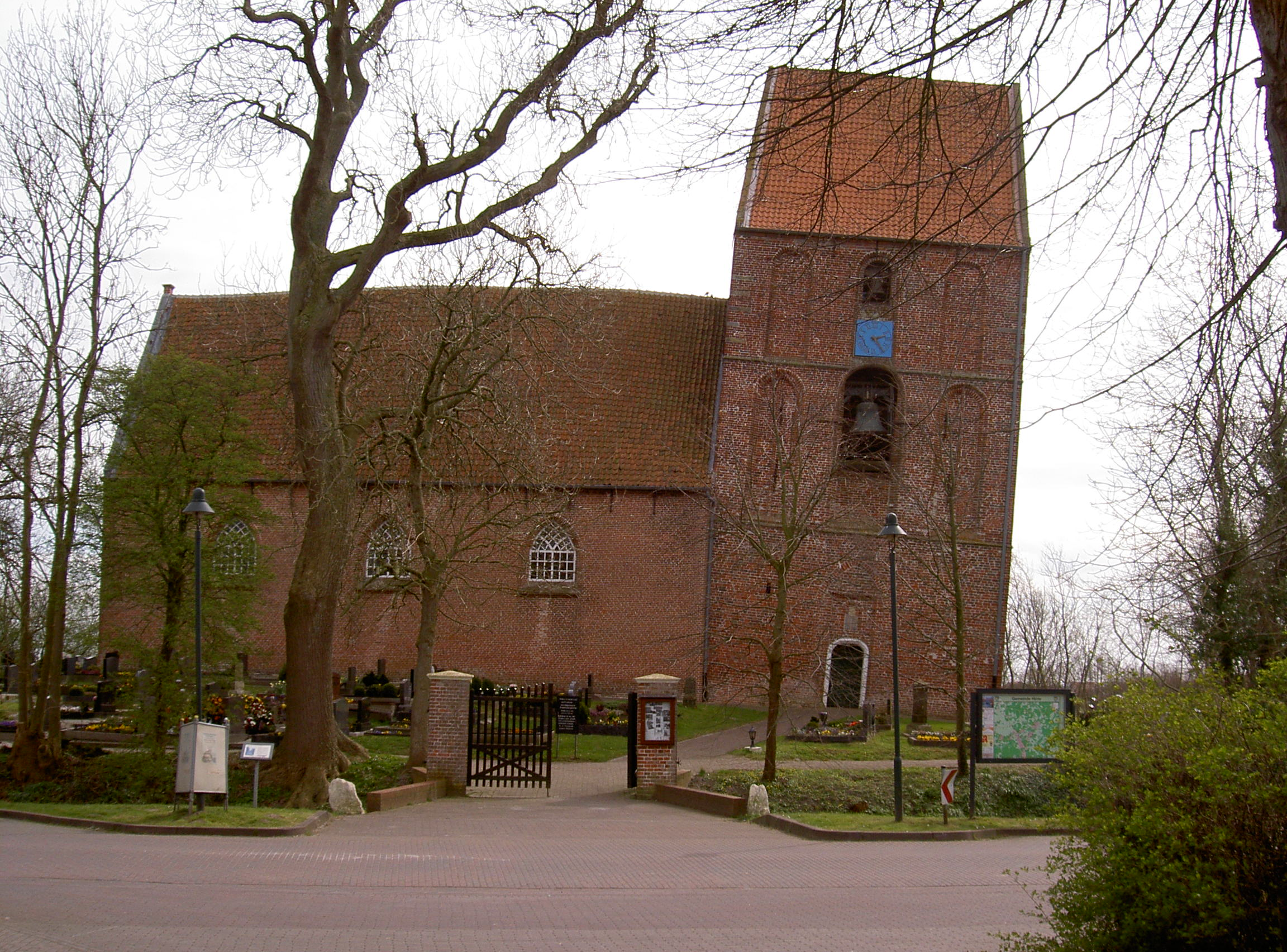
Side view
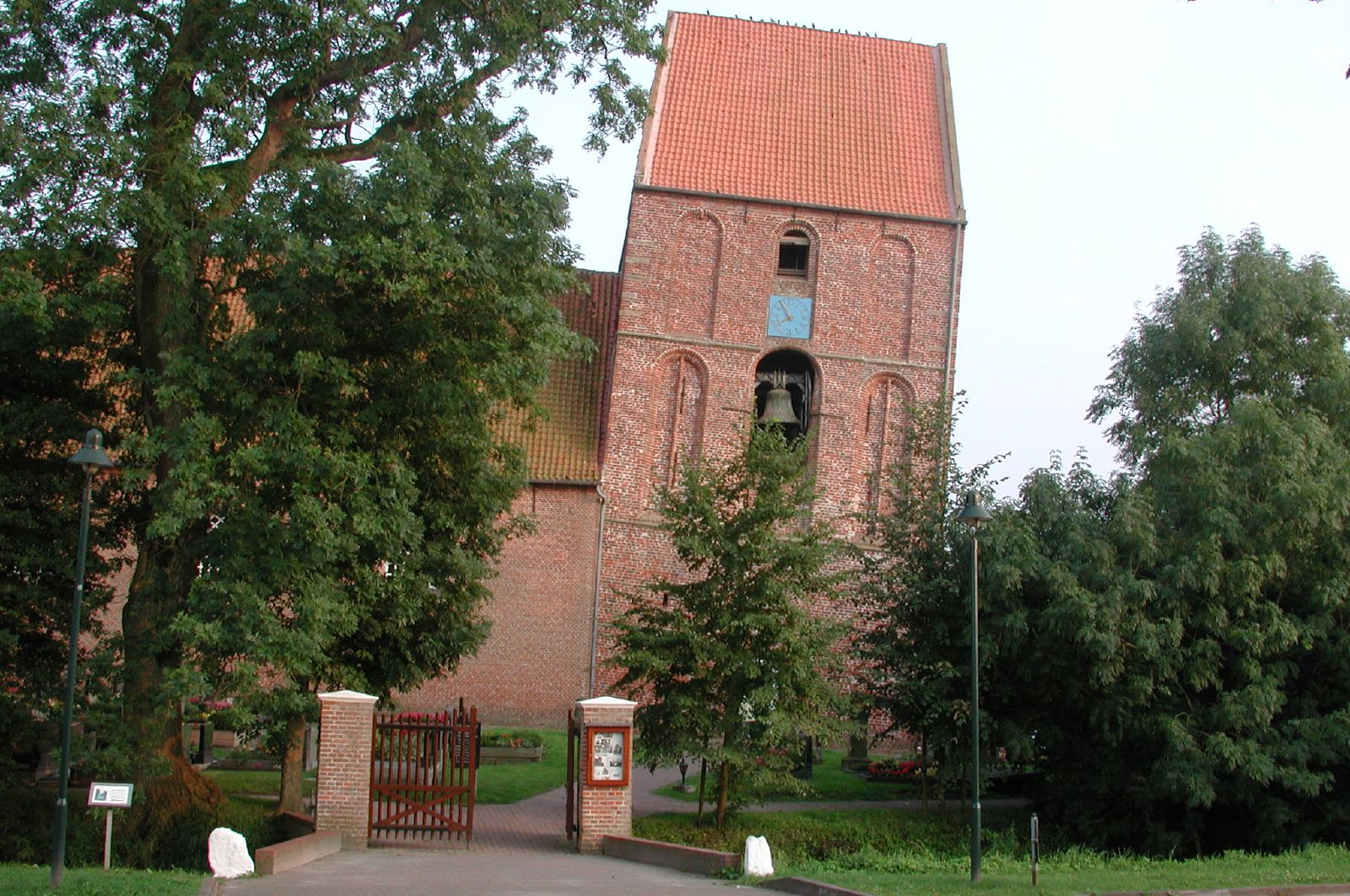
Side view
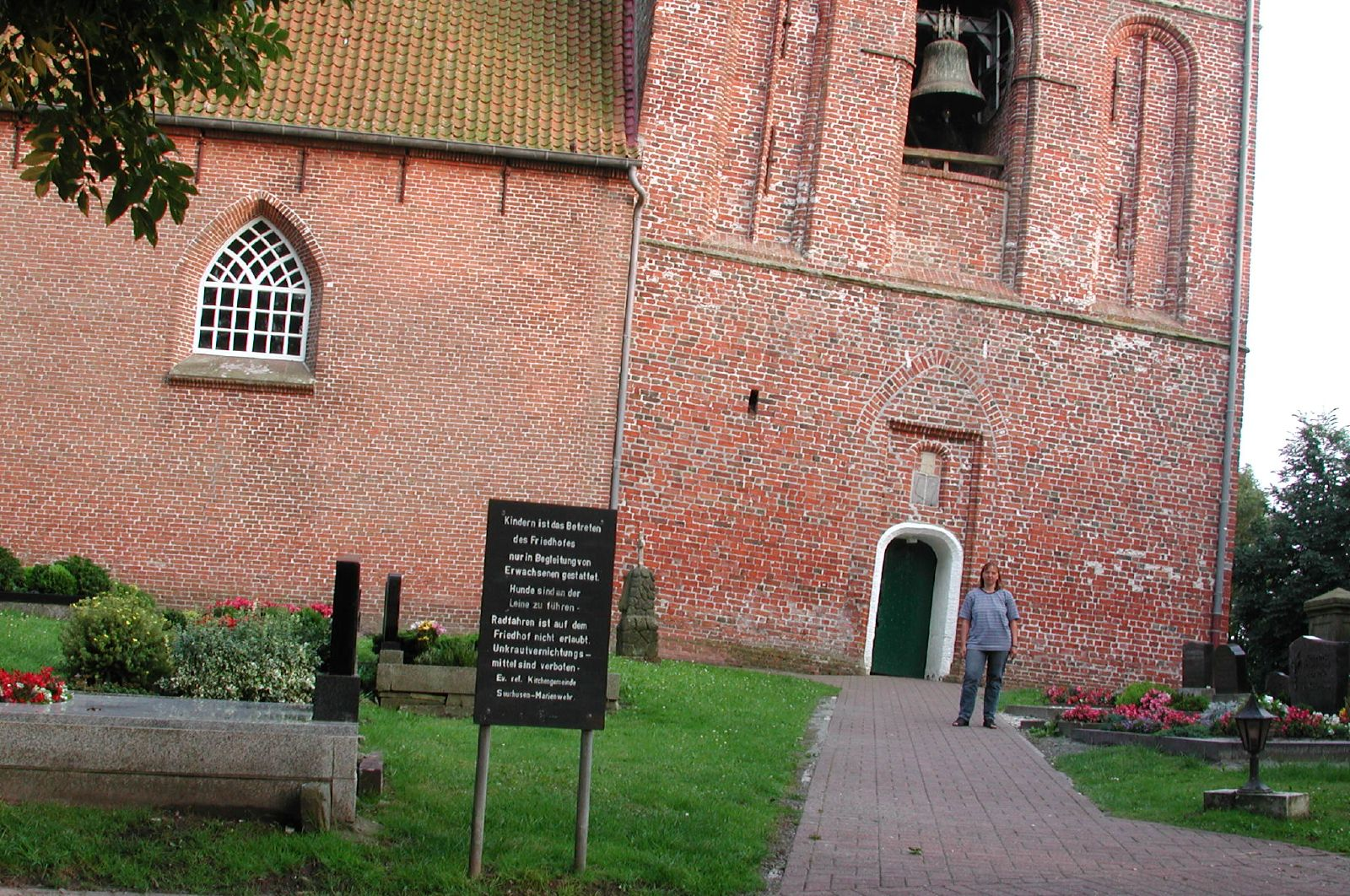
Entrance to tower
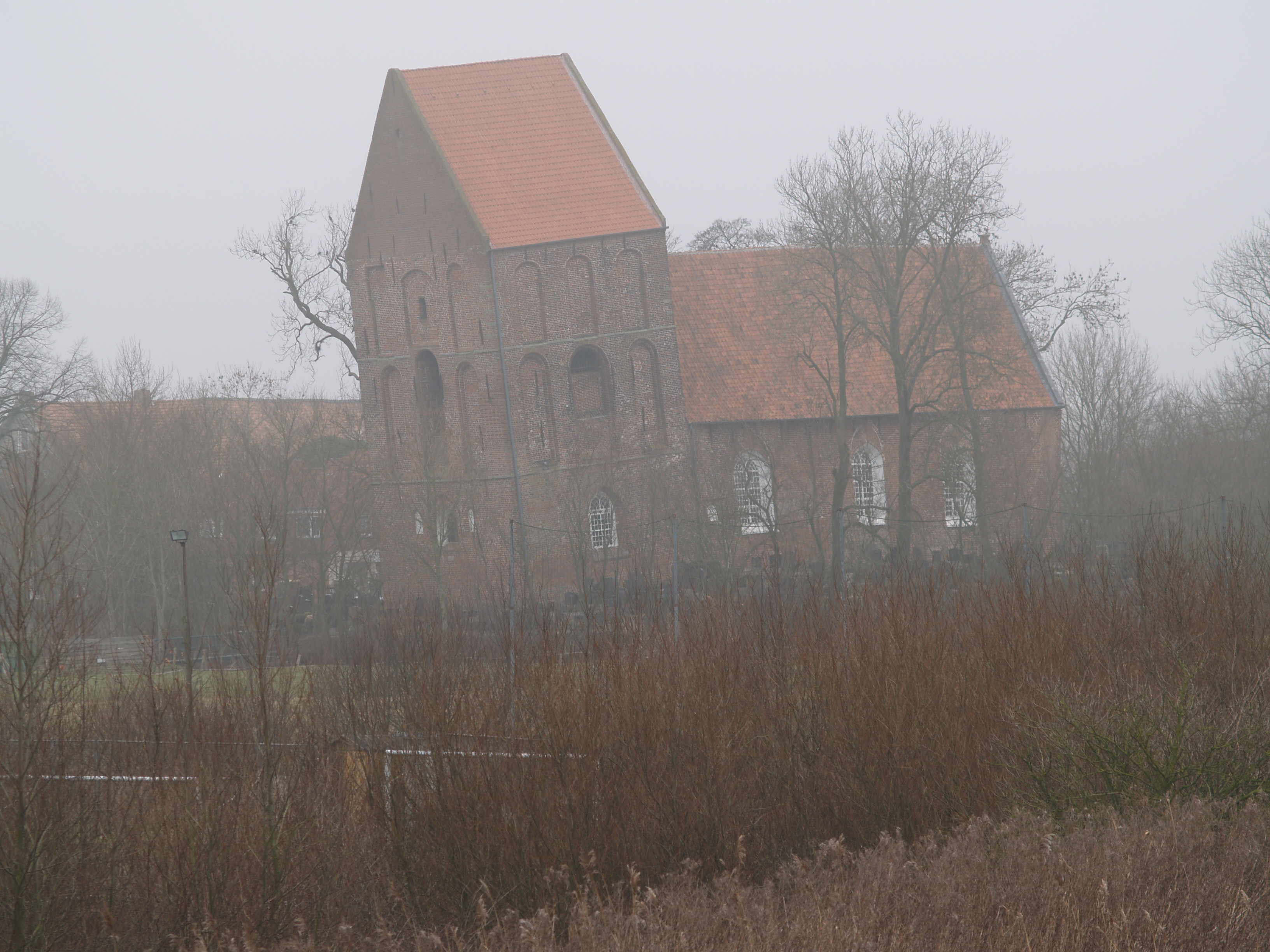
View from the east
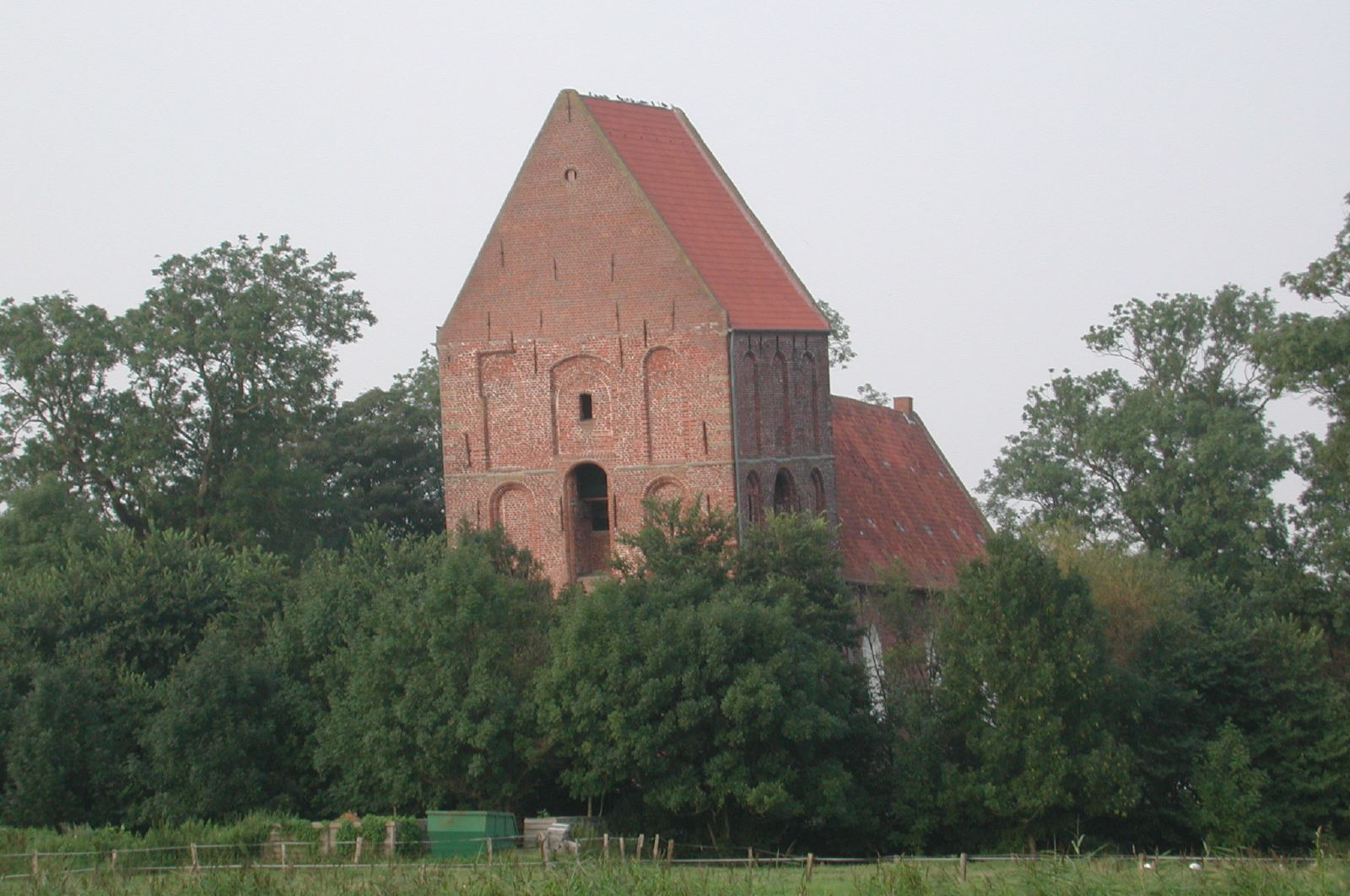
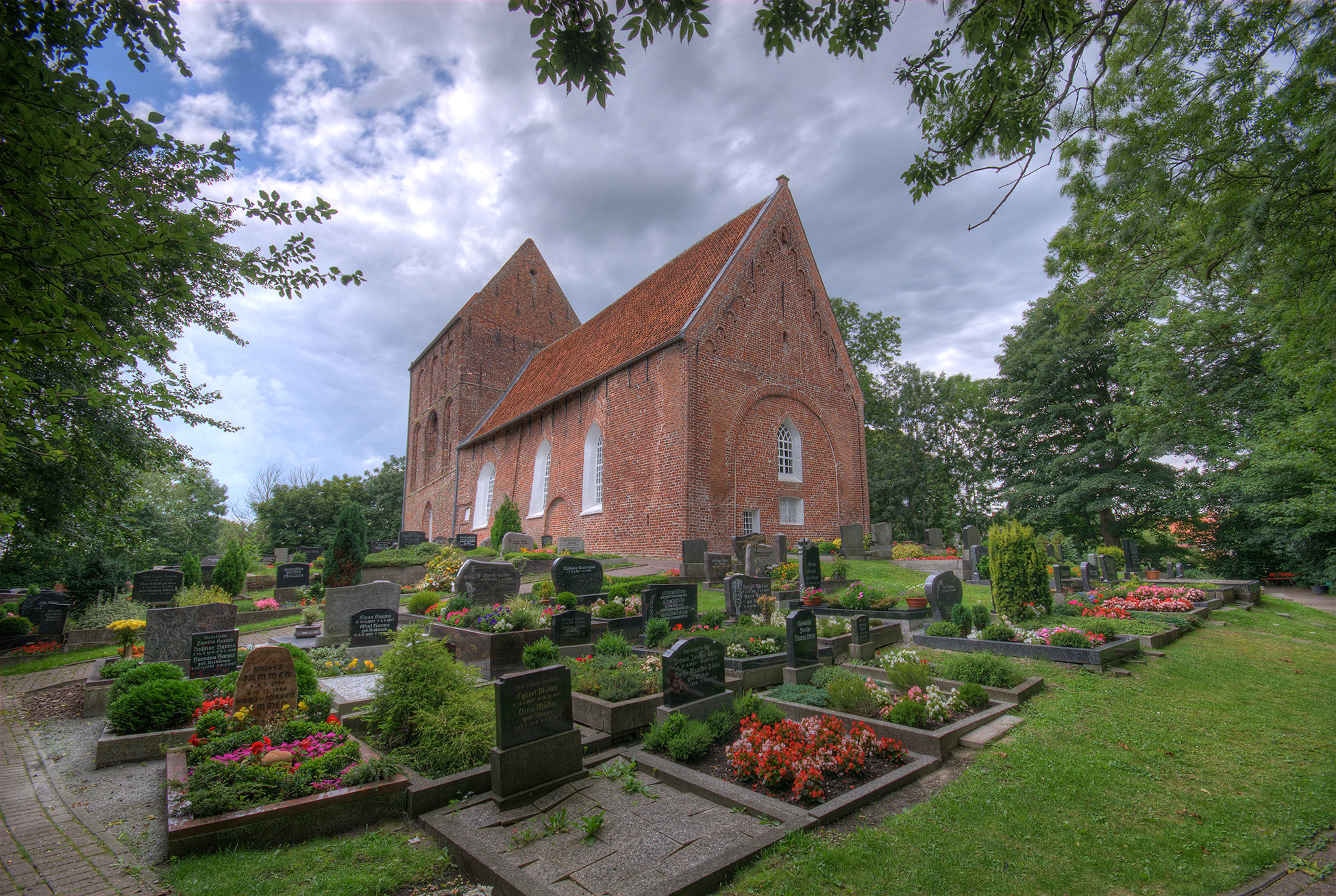
Rear view with cemetery